# Селково (Ленинградская область)
Селково — деревня в Старопольском сельском поселении Сланцевского района Ленинградской области.

## История
Деревня Селково упоминается на карте Санкт-Петербургской губернии Ф. Ф. Шуберта 1834 года.

СЕЛКОВО — деревня принадлежит ведомству Павловского городового правления, число жителей по ревизии: 40 м. п., 35 ж. п. (1838 год)

Как деревня Сельково она отмечена на карте профессора С. С. Куторги 1852 года.

СЕЛКОВА — деревня Павловского городового правления, по просёлочной дороге, число дворов — 10, число душ — 38 м. п. (1856 год)

СЕЛКОВО — деревня Павловского городового правления при речке безымянной, число дворов — 10, число жителей: 57 м. п., 59 ж. п. (1862 год) 

В XIX — начале XX века деревня административно относилась к Константиновской волости 1-го земского участка 1-го стана Гдовского уезда Санкт-Петербургской губернии.
Согласно Памятной книжке Санкт-Петербургской губернии 1905 года деревня образовывала Селковское сельское общество.

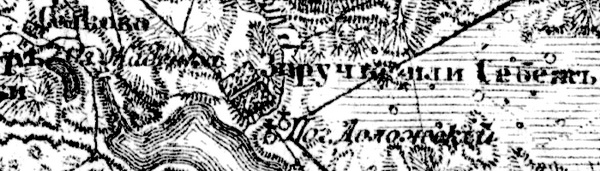
Деревня Селково на карте 1919 года

Согласно карте Петроградской и Эстляндской губерний издания 1919 года деревня называлась Селкова.
По данным 1933 года деревня Селково входила в состав Заручьевского сельсовета Рудненского района.
По состоянию на 1 августа 1965 года деревня Селково входила в состав Заручьевского сельсовета Кингисеппского района.
По данным 1973 года деревня Селково входила в состав Заручьевского сельсовета.
По данным 1990 года деревня Селково входила в состав Старопольского сельсовета.
В 1997 году в деревне Селково Старопольской волости проживал 1 человек, в 2002 году — 2 человека (все русские).
В 2007 и 2010 годах в деревне Селково Старопольского СП проживали 3 человека.

## География
Деревня расположена в юго-восточной части района на автодороге 41К-810 (Кологриво — Лосева Гора — Заручье).
Расстояние до административного центра поселения — 16 км.
Расстояние до ближайшей железнодорожной платформы Сланцы — 52 км.
Деревня находится на левом берегу реки Селково, левого притока реки Долгая.

## Демография
| 1862 | 2007 | 2010 | 2017 |
| ---- | ---- | ---- | ---- |
| 116  | ↘3   | →3   | ↗4   |